# Кренськ
Кренськ (пол. Kręsk, нім. Kranz) — село в Польщі, у гміні Ставіґуда Ольштинського повіту Вармінсько-Мазурського воєводства.
Населення — 22 особи (2011).

## Демографія
Демографічна структура станом на 31 березня 2011 року:
|          | Загалом | Допрацездатний вік | Працездатний вік | Постпрацездатний вік |
| -------- | ------- | ------------------ | ---------------- | -------------------- |
| Чоловіки | 11      | 2                  | 7                | 2                    |
| Жінки    | 11      | 4                  | 6                | 1                    |
| Разом    | 22      | 6                  | 13               | 3                    |